# Marcus Metilius Aquillius Regulus
Marcus Metilius Aquillius Regulus Nepos Volusius Torquatus Fronto war ein römischer Politiker und Senator des 2. Jahrhunderts. In den Militärdiplomen wird sein Name als Marcus Metilius Regulus angegeben.
Regulus stammte aus der Transpadana im Norden Italiens und war Patrizier. Sein Vater war wahrscheinlich Publius Metilius Secundus, der im Jahr 123 Suffektkonsul war. Vor seiner prätorischen Laufbahn war Regulus praefectus feriarum Latinarum, triumvir monetalis, Quästor und Prätor. Durch Militärdiplome, die auf den 8. Februar 157 datiert sind, ist belegt, dass er 157 zusammen mit Marcus Civica Barbarus ordentlicher Konsul war. Zudem war er Augur.